# 炊烟小炒黄牛肉
炊烟小炒黄牛肉是中華人民共和國湖南省一家湘菜餐飲企業，成立於1998年。當時戴宗在衡阳创办湘菜菜館花明楼酒家。2005年，花明楼改名為戴家村。截至2020年，炊烟小炒黄牛肉在湖南已有22家门店。2021年5月1日，炊烟小炒黄牛肉在上海開出首店。